# 肉形石
肉形石，是於清朝時期的一個宮廷珍玩，長5.73公分，寬6.6公分，厚5.3公分，1英磅又66公克，現存於台北故宮，與嘉義故宮輪流展示。
肉形石是來自一塊自然生成的瑪瑙，在瑪瑙生成的過程中受到雜質的影響，呈現一層一層不同顏色的層次，加上工匠將頂部的石材表面加工鑽孔和染色，做成了這件層次分明、毛孔和肌理都逼真展現的作品，外觀看過去就像一塊肥嫩鮮美的東坡肉，因而稱「肉形石」。
近年來與列為中華民國國寶的毛公鼎，以及同屬重要文物的翠玉白菜合稱民間版的「故宮三寶」。